# LST1
LST1‏ (Leukocyte specific transcript 1) هوَ بروتين يُشَفر بواسطة جين LST1 في الإنسان.